# Цвентібольд
Цвентібольд (*Zventibold бл. 870 — 13 серпня 900) — король Лотарингії у 895—900 роках.

## Життєпис
Походив з династії Каролінгів. Позашлюбний син імператора Арнульфа I та його наложниці Вінбурги. Своє ім'я отримав на честь хрещеного Святоплука I, князя великої Моравії, — Цветібольд є німецьким варіантом імені.
У 889 році брав участь в успішній війні проти Рудольфа I, короля Верхньої Бургундії, який намагався захопити Лотарингію. Після цього втрутився у боротьбу за владу між Одоном, графом Парижа, та королем Карлом III, але вони швидко об'єдналися проти Цвентібольда, який намагався стати королем Західно-Франкського королівства.
У 893 році після народження в його батька законного сина, втратив права на трон Італії та імператорську корону. Натомість зберіг права на Лотарингію. Того ж року за наказом батька безуспішно облягав Павію, де зачинився Гвідо IV, герцог Сполето У 894 році Цвентібольд захопив північ Верхньої Бургундії до Безансонського єпископства.
У 895 році Арнульф Каринтійський відновив Лотарінзьке королівство, віддавши його Цвентібольду. Останньому сприяли Герман I, архієпископ Кельна, та Ратбод, архієпископ Триру. Разом з тим частина знаті не сприйняло нового короля.
Після смерті батька у 899 році Цвентібольд спробував захопити владу у Східно-Франкському королівстві. Втім проти цих планів виступила лотаринзька знать. Роздратований їх опором, король відняв льони у багатьох впливових людей.
Наслідком цього було повстання графів на чолі із Регінар Довгошиїм, графом Ено, якого підтримали Герард I, граф Меца, та його син Манфред I. Вони вступили в союз із Карлом III Простокуватим, королем Західно-Франкського королівства. В результаті битви на Маасі Цвентібольд зазнав поразки і загинув. Регіна Прюмська вказує, що Цвентібольд загинув 13 серпня 900 року поблизу Мосама, проте в некролозі Прюмського монастиря вказана дата смерті 13 серпня 901 року. Поховано у Сустеренському абатстві. Корону Лотарингії отримав Людовик IV, король Західно-Франкського королівства.

## Родина
Дружина — Ода (875/880 — після 952), донька Оттона I, герцога Саксонії
Діти:
- Бенедетта (888-д/н), абатиса Сустеренського монастиря
- Сесилія (889-д/н), абатиса Сустеренського монастиря
- Реленда (900-д/н)